# Arild Forsgren
Arild Sigfrid Forsgren, född 15 mars 1890 i Timrå, Västernorrlands län, död 30 januari 1944 i Selånger, Västernorrlands län, var en svensk predikant och målare.   
Forsgren började måla 1909 och studerade en kortare tid vid Wilhelmsons målarskola i Stockholm. Han vistades ett par decennier vid Abisko och de flesta av hans målningar har motiv hämtade från Abisko och övriga Norrbotten. Han medverkade i en samlingsutställning i Sundsvall 1929 och ställde ut separat där 1934. En minnesutställning med hans konst visades i Sundsvall 1945.